# Tanant
Tanant (franska: Tanant (CR), Tanant (Commune Rurale), arabiska: تابية) är en kommun i Marocko.   Den ligger i provinsen Azilal och regionen Béni Mellal-Khénifra, i den nordöstra delen av landet, 230 km söder om huvudstaden Rabat. Antalet invånare är 10 007.